# Amtsgericht Bütow
Das Amtsgericht Bütow war ein preußisches Amtsgericht mit Sitz in Bütow, Provinz Pommern.

## Geschichte
In Bütow bestand von 1849 bis 1879 das Kreisgericht Bütow. Das königlich preußische Amtsgericht Bütow wurde mit Wirkung zum 1. Oktober 1879 als eines von sieben Amtsgerichten im Bezirk des Landgerichtes Stolp im Bezirk des Oberlandesgerichtes Stettin gebildet. Der Sitz des Gerichtes war Bütow. Sein Gerichtsbezirk umfasste den Kreis Bütow sowie aus dem Kreis Rummelsburg den Amtsbezirk Lubben und den Amtsbezirk Barnow ohne den Gemeinde- und Gutsbezirk Darsekow und den Amtsbezirk Zettin ohne den Teil, der dem Amtsgericht Stolp zugeordnet war. Aus dem Kreis Stolp die Amtsbezirke Budow, Dammerkow, Groß-Rossin und Wundichow und der Amtsbezirk Muttrin ohne die Gemeinde- und Gutsbezirke Kottow und Muttrin. Am Gericht bestanden 1880 drei Richterstellen. Das Amtsgericht war damit ein mittelgroßes Amtsgericht im Landgerichtsbezirk.
Im Jahre 1945 wurden der größte Teil Pommerns, darunter der Sprengel des Amtsgerichtes Bütow, unter polnische Verwaltung gestellt und die deutschen Bewohner vertrieben. Damit endete die Geschichte des Amtsgerichtes Bütow. Unter polnischer Verwaltung entstand das Sąd Rejonowy w Bytowie (1950–1975: Sąd Powiatowy w Bytowie).